# Glenapp Castle

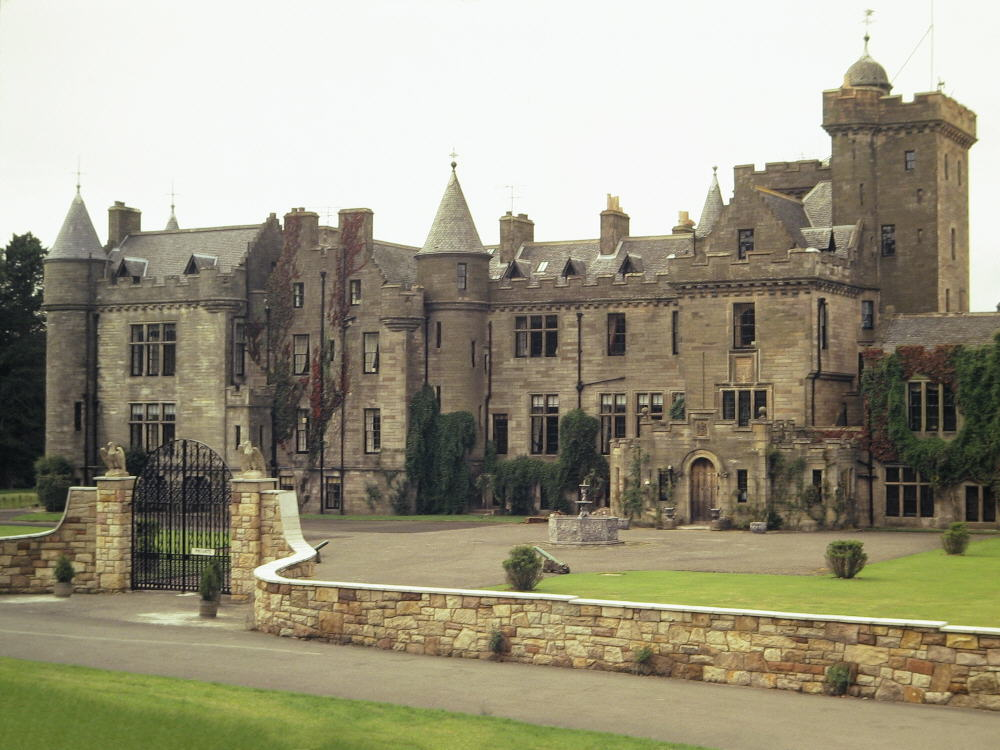
Glenapp Castle von Südosten

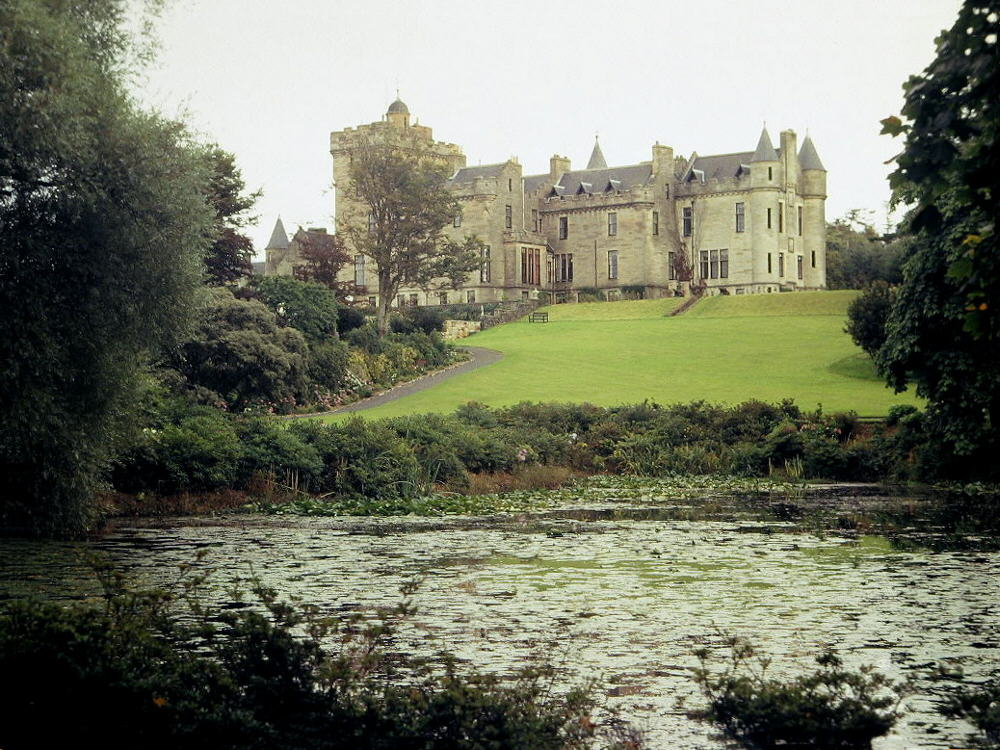
Glenapp Castle von Nordwesten

Glenapp Castle ist ein Schloss etwa 2,4 km südöstlich von Ballantrae in der schottischen Council Area South Ayrshire. Der ehemalige Familiensitz der Earls of Inchcape ist heute ein Luxushotel und Restaurant.

## Geschichte
Deputy Lieutenant James Hunter ließ das Schloss 1870 errichten. Einen älteren Ursprung gibt es nicht. Das Gebäude wurde von dem bekannten schottischen Architekten David Bryce, damals Deputy Lord Lieutenant von Ayrshire, entworfen und 1870 fertiggestellt. Es ist ein bemerkenswertes Beispiel für den Scottish Baronial Style. Den Earls of Inchcape gehörte das Schloss von 1917 bis Anfang der 1980er-Jahre. Die Flugpionierin und Schauspielerin Elsie Mackay, Tochter von James Mackay, 1. Earl of Inchcape, lebte im Schloss bis zu ihrem frühen Tod 1928, als sie versuchte, mit einer einmotorigen Stinson Detroiter den Atlantik zu überqueren. Im Jahre 2000 wurde das Schlosshotel eröffnet. Das Anwesen ist nur für Gäste des Hotels oder des Restaurants zugänglich. Historic Scotland hat Glenapp Castle als historisches Bauwerk der Kategorie B gelistet. 1987 wurden die Außenanlagen in das Inventory of Gardens and Designed Landscapes in Scotland aufgenommen.

## Standort
Von Glenapp Castle bei Ballantrae hat man einen guten Blick auf verschiedene schottische Inseln: Ailsa Craig, Arran und Mull of Kintyre. Ebenfalls in der Nähe liegen der Galloway Forest Park, Mull of Galloway, Culzean Castle und verschiedene botanische Gärten, wie Logans Garden oder Castle Kennedy Gardens. Das Schloss und seine Nebengebäude liegen fast 1,5 km vom Einfahrtstor zum Anwesen entfernt.